# Alex McCarthy
Alex Simon McCarthy (Guildford, 3 dicembre 1989) è un calciatore inglese, portiere del Southampton e della nazionale inglese.
Prodotto della Reading's Academy, McCarthy ha trascorso del tempo in prestito nella Conference Premier prima di firmare un contratto professionale con il club nel 2008. Ha fatto il suo debutto nella Football League nel 2009 mentre era in prestito ad Aldershot Town e ha trascorso la stagione successiva a Yeovil Town prima di fare il suo debutto nel Reading nel 2011. Da allora ha trascorso del tempo in prestito al Leeds United e all'Ipswich Town. McCarthy è partito per sposare la causa del Queens Park Rangers appena promosso in Premier League nel 2014.
A livello internazionale McCarthy ha rappresentato l'Inghilterra e ha debuttato con la squadra under 21 nel 2010, figurando tre volte in totale. Nel novembre 2018 ha debuttato nella squadra senior.

## Carriera

### Queens Park Rangers
Il 29 agosto 2014, McCarthy si è unito ai neo promossi Queens Park Rangers in Premier League per una cifra non rivelata. McCarthy ha fatto il suo debutto nei Rangers in casa contro il Liverpool in una sconfitta per 3-2.

### Crystal Palace
Il 23 luglio 2015, McCarthy è entrato a far parte del Crystal Palace per una quota non divulgata, che si stima sarebbe di 3,5 milioni di sterline, con un contratto di quattro anni. McCarthy ha fatto il suo debutto per il Palace l'8 agosto 2015 nella vittoria per 3-1 in casa del Norwich City.

### Southampton
Il 1º agosto 2016, è entrato a far parte del Southampton con un contratto di tre anni, per una quota non rivelata.
McCarthy è stato inizialmente utilizzato come riserva del portiere regolare, Fraser Forster, ma il 30 dicembre 2017 è subentrato a quest'ultimo, in seguito al calo di forma del portiere regolare.
Il 27 giugno 2018, McCarthy ha firmato un nuovo contratto quadriennale con il club, mantenendolo sui libri contabili fino al 2020, e rendendolo uno dei loro giocatori più redditizi, riflettendo il suo status di portiere di prima scelta. Tuttavia ha iniziato la stagione della Premier League 2019-20 come seconda scelta dietro Angus Gunn, con il manager Ralph Hasenhüttl che ha usato McCarthy nelle partite della Coppa EFL. Ha fatto il suo primo inizio di stagione in Premier League nel novembre 2019 dopo che Gunn aveva concesso nove gol al Leicester City.

## Statistiche

### Presenze e reti nei club
Statistiche aggiornate al 4 novembre 2020.
| Stagione           | Squadra            | Campionato         | Campionato | Campionato | Coppe nazionali | Coppe nazionali | Coppe nazionali | Coppe continentali | Coppe continentali | Coppe continentali | Altre coppe | Altre coppe | Altre coppe | Totale | Totale | Totale |
| Stagione           | Squadra            | Comp               | Pres       | Reti       | Comp            | Pres            | Reti            | Comp               | Pres               | Reti               | Comp        | Pres        | Reti        | Pres   | Reti   |        |
| ------------------ | ------------------ | ------------------ | ---------- | ---------- | --------------- | --------------- | --------------- | ------------------ | ------------------ | ------------------ | ----------- | ----------- | ----------- | ------ | ------ | ------ |
| 2009-2010          | Yeovil Town        | FL1                | 44         | -52        | FACup+CdL       | 0+1             | -4              | -                  | -                  | -                  | FLT         | -           | -           | 45     | -56    |        |
| ago. 2010          | Brentford          | FL1                | 3          | -6         | FACup+CdL       | -               | -               | -                  | -                  | -                  | FLT         | -           | -           | 3      | -6     |        |
| 2010-2011          | Reading            | FLC                | 13         | -15        | FACup+CdL       | 2+0             | -1              | -                  | -                  | -                  | -           | -           | -           | 15     | -16    |        |
| ago.-nov. 2011     | Reading            | FLC                | 0          | 0          | FACup+CdL       | 0+1             | -2              | -                  | -                  | -                  | -           | -           | -           | 1      | -2     |        |
| nov.-dic. 2011     | Leeds Utd          | FLC                | 6          | -4         | FACup+CdL       | -               | -               | -                  | -                  | -                  | -           | -           | -           | 6      | -4     |        |
| gen.-giu. 2012     | Ipswich Town       | FLC                | 10         | -12        | FACup+CdL       | -               | -               | -                  | -                  | -                  | -           | -           | -           | 10     | -12    |        |
| 2012-2013          | Reading            | PL                 | 13         | -23        | FACup+CdL       | 0+1             | -2              | -                  | -                  | -                  | -           | -           | -           | 14     | -25    |        |
| 2013-2014          | Reading            | FLC                | 44         | -54        | FACup+CdL       | 0+0             | 0               | -                  | -                  | -                  | -           | -           | -           | 44     | -54    |        |
| ago. 2014          | Reading            | FLC                | 0          | 0          | FACup+CdL       | 0+1             | -1              | -                  | -                  | -                  | -           | -           | -           | 1      | -1     |        |
| Totale Reading     | Totale Reading     | Totale Reading     | 70         | -92        |                 | 5               | -6              |                    | -                  | -                  |             | -           | -           | 75     | -98    |        |
| 2014-2015          | QPR                | PL                 | 3          | -8         | FACup+CdL       | 1+0             | -3              | -                  | -                  | -                  | -           | -           | -           | 4      | -11    |        |
| 2015-2016          | Crystal Palace     | PL                 | 7          | -9         | FACup+CdL       | 0+0             | 0               | -                  | -                  | -                  | -           | -           | -           | 7      | -9     |        |
| 2016-2017          | Southampton        | PL                 | 0          | 0          | FACup+CdL       | 0+2             | 0               | UEL                | 0                  | 0                  | -           | -           | -           | 2      | 0      |        |
| 2017-2018          | Southampton        | PL                 | 18         | -26        | FACup+CdL       | 5+0             | -3              | -                  | -                  | -                  | -           | -           | -           | 23     | -29    |        |
| 2019-2019          | Southampton        | PL                 | 25         | -44        | FACup+CdL       | 0+0             | 0               | -                  | -                  | -                  | -           | -           | -           | 25     | -44    |        |
| 2019-2020          | Southampton        | PL                 | 28         | -35        | FACup+CdL       | 0+3             | -3              | -                  | -                  | -                  | -           | -           | -           | 31     | -38    |        |
| 2020-2021          | Southampton        | PL                 | 7          | -12        | FACup+CdL       | 0+1             | -2              | -                  | -                  | -                  | -           | -           | -           | 8      | -14    |        |
| Totale Southampton | Totale Southampton | Totale Southampton | 77         | -117       |                 | 11              | -8              |                    | 0                  | 0                  |             | -           | -           | 88     | -125   |        |
| Totale carriera    | Totale carriera    | Totale carriera    | -          | -          |                 | -               | -               |                    | -                  | -                  |             | -           | -           | -      | -      |        |

### Cronologia presenze e reti in nazionale
| Cronologia completa delle presenze e delle reti in nazionale ― Inghilterra | Cronologia completa delle presenze e delle reti in nazionale ― Inghilterra | Cronologia completa delle presenze e delle reti in nazionale ― Inghilterra | Cronologia completa delle presenze e delle reti in nazionale ― Inghilterra | Cronologia completa delle presenze e delle reti in nazionale ― Inghilterra | Cronologia completa delle presenze e delle reti in nazionale ― Inghilterra | Cronologia completa delle presenze e delle reti in nazionale ― Inghilterra | Cronologia completa delle presenze e delle reti in nazionale ― Inghilterra |
| Data                                                                       | Città                                                                      | In casa                                                                    | Risultato                                                                  | Ospiti                                                                     | Competizione                                                               | Reti                                                                       | Note                                                                       |
| -------------------------------------------------------------------------- | -------------------------------------------------------------------------- | -------------------------------------------------------------------------- | -------------------------------------------------------------------------- | -------------------------------------------------------------------------- | -------------------------------------------------------------------------- | -------------------------------------------------------------------------- | -------------------------------------------------------------------------- |
| 15-11-2018                                                                 | Londra                                                                     | Inghilterra                                                                | 3 – 0                                                                      | Stati Uniti                                                                | Amichevole                                                                 | -                                                                          | 46’                                                                        |
| Totale                                                                     |                                                                            | Presenze                                                                   | 1                                                                          |                                                                            | Reti                                                                       | -0                                                                         |                                                                            |